# ECCO Tour Kampioenschap
Het ECCO Tour Kampioenschap was een golftoernooi van de Deense ECCO Tour. Het resultaat telde ook mee voor de Europese Challenge Tour.

## Geschiedenis
De eerste editie werd gespeeld in 2006. In 2010 werd het eenmalig buiten Denemarken gespeeld op de Green Eagle Golf Club in Winsen bij Hamburg.

## Winnaars
| Jaar | Baan                               | Winnaar                 | Score | Score | Prijzengeld |
| ---- | ---------------------------------- | ----------------------- | ----- | ----- | ----------- |
| 2006 | Odense GK, Odense                  | James Heath             | 261   | −19   | € 132.457   |
| 2007 | Odense GK, Odense                  | Iain Pyman              | 260   | −20   | € 132.886   |
| 2008 | Kokkedal GK, Kopenhagen            | Antti Ahokas            | 271   | −17   | € 186.966   |
| 2009 | Holstebro GK, Jutland              | José-Filipe Lima        | 211   | −5    | € 182.052   |
| 2010 | Green Eagle GC, Winsen (Duitsland) | Andreas Hartø (amateur) | 284   | −8    | € 180.000   |
| 2011 | Lübker Golf Resort, Nimtofte       | Daniel Denison          | 208   | −8    | € 160.000   |
| 2012 | Stensballegaard Golf Klub, Horsens | Alessandro Tadini       | 204   | −12   | € 184.000   |